# Belgrave Square

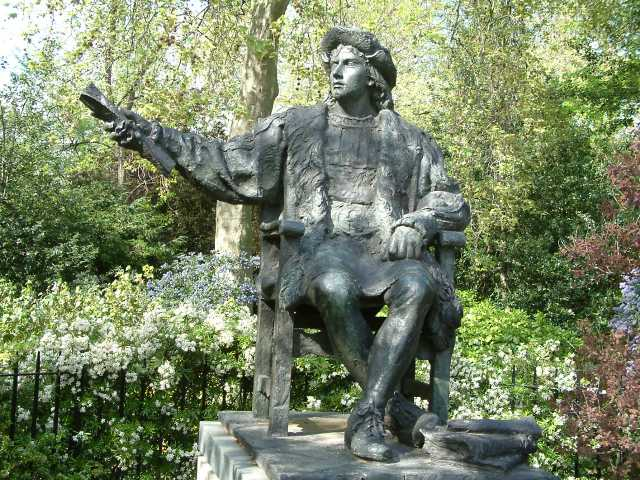
Estatua de Cristóbal Colón.

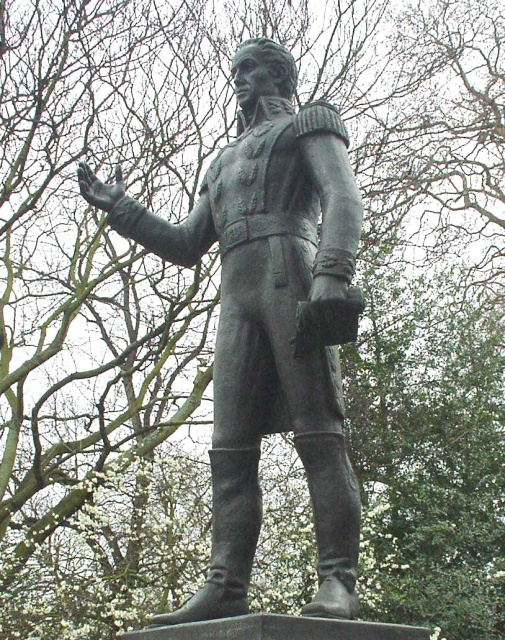
Estatua de Simón Bolívar.

Belgrave Square (Plaza de Belgrave) es una de las mayores plazas de Londres, Reino Unido, del siglo XIX. Bordeando Knightsbridge, es la plaza central del barrio de Belgravia, y fue realizada por Thomas Cubitt para Robert Grosvenor segundo conde de Grosvenor, posteriormente primer marqués de Westminster, en la década de 1820. La mayor parte de las casas fueron ocupadas para el año 1840. La plaza toma el nombre de uno de los títulos del Duque de Westminster, Vizconde de Belgrave. El pueblo de Belgrave está a 3 km de la casa de campo de la familia Grosvenor en Eaton Hall.
La disposición original consistía en cuatro terrazas, cada una con once grandes casa de estuco blanco, salvo la terraza sureste que tiene doce; mansiones en tres de las esquinas de la plaza y un jardín privado en el centro. La numeración va en el sentido de las agujas del reloj empezando por el norte: en la terraza noroeste los números 1 al 11; la mansión de la esquina occidental el n.º 12; la terraza suroeste números 12-23; mansión de la esquina sur, n.º 24; del 25 al 36 en la terraza sureste; la mansión de la esquina oriental de la plaza el n.º 37; y en la terraza noreste están los números del 38 al 48. Además hay una casa más, algo posterior, en la esquina norte, n.º 49, que fue construida por Cubitt para Sydney Herbert, en 1851. Las terrazas fueron diseñadas por George Basevi y posiblemente son las mayores casas construidas en Londres a modo especulativo. La mayor de las mansiones de las esquinas, Seaford House (esquina oriental), fue diseñada por Philip Hardwick, y la de la esquina occidental fue diseñada por Robert Smirke. En la plaza hay estatuas de Cristóbal Colón, Simón Bolívar, José de San Martín, del Príncipe Enrique el navegante, y del Primer Marqués de Westminster, y un busto de George Basevi.

## Ocupantes
Desde su construcción y hasta la Segunda Guerra Mundial, la plaza fue ocupada por miembros de la aristocracia británica, junto con un número creciente de plutócratas. Su éxito inmediato fue encapsulado por la decisión de otro de los terratenientes de Londres, el duque de Bedford, de elegir el n.º 6 como su residencia en detrimento de su propia finca en Bloomsbury, que había perdido caché aristocrático. La plaza se convirtió en el lugar preferido para las embajadas desde el siglo XIX, y hoy en día alberga muchas, como la Embajada de Alemania, que ocupa tres casas en la terraza oeste o la de España, que ocupa la mansión de la esquina sur. Tras la Segunda Guerra Mundial, la mayor parte de las casas se convirtieron en oficinas de ONGs e institutos de caridad. El actual Duque de Westminster sigue siendo propietario de la plaza.
En las casas de la plaza están:
- El Instituto de cultura rumana, n.º 1.
- La Embajada de Siria, n.º 8 de Belgrave Square.
- La Sociedad de la Industria Química, números 14 y 15 de la plaza.
- La Embajada de Portugal, n.º 11.
- La Alta Comisión de Ghana, n.º 13.
- La Residencia oficial del embajador austriaco, n.º 18.
- La Alta Comisión de Brunéi, n.º 19.
- La Embajada de Alemania, números 21-23.
- La Embajada de España, n.º 24 de Belgrave Square.
- La Real Embajada de Noruega, n.º 25.
- La Embajada de Serbia, n.º 28.
- La Embajada de Baréin, n.º 30.
- El Instituto italiano de cultura, n.º 39.
- La Alta Comisión de Trinidad y Tobago, n.º 42.
- La Embajada de Turquía, n.º 43.
- La Alta Comisión de Malasia, n.º 45.